# Viereckschanze Bildechingen

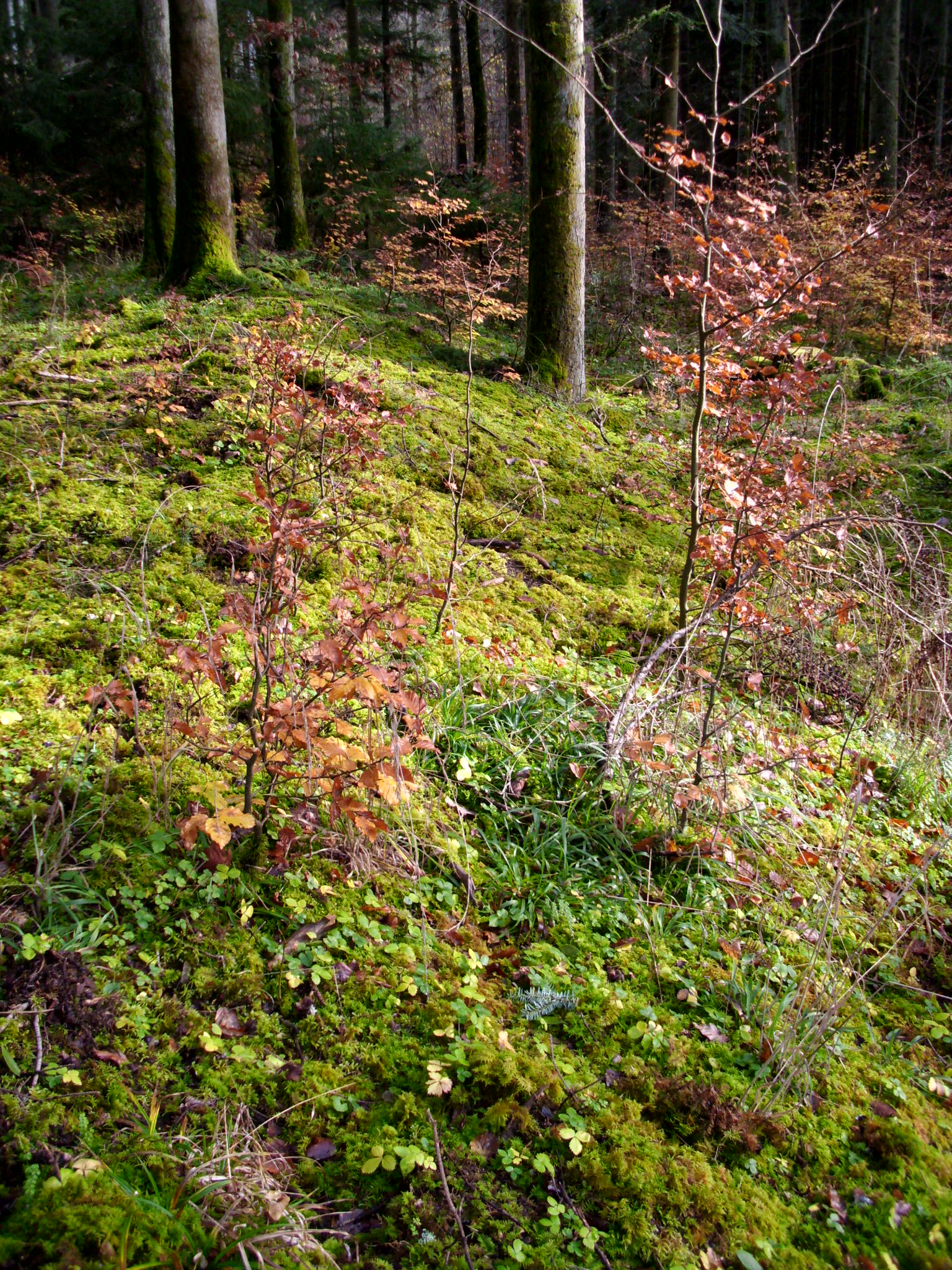
Wall auf der Südseite

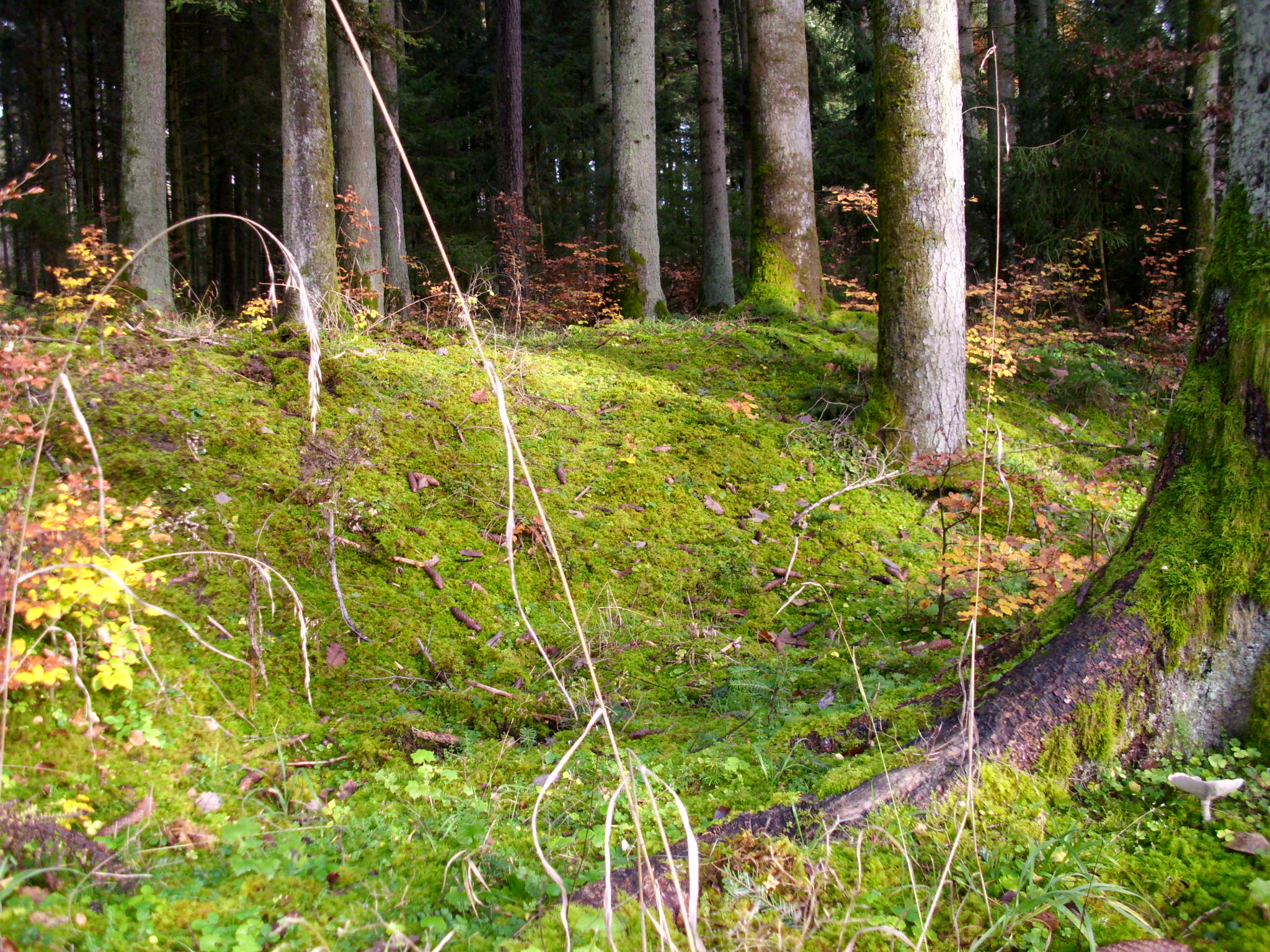
Ostseite des Walls, von außen gesehen

Die keltische Viereckschanze von Bildechingen ist eine keltische Befestigungsanlage aus der Zeit zwischen 300 v. Chr. und 50 v. Chr. Sie ist also innerhalb der Eisenzeit der Latènezeit zuzuordnen. Der Bereich der Schanze ist ein Bodendenkmal nach dem baden-württembergischen Denkmalschutzgesetz.

## Beschreibung
Keltische Viereckschanzen sind rechteckig, teilweise quadratisch angelegte Wallanlagen mit einem umlaufenden Graben, die Ecken sind meistens etwas erhöht. Sie dienten zum Schutz einer kleinen keltischen Siedlung. Anders als früher oft angenommen waren Viereckschanzen keine reinen Kultstätten. Zwar wurden in manchen Viereckschanzen Hinweise auf kultische Handlungen gefunden (brunnenähnliche Gruben mit Opfergaben), vorrangig dienten sie aber als geschützter Wohn- und Arbeitsort. Vor allem in Bayern und Baden-Württemberg findet sich eine große Anzahl dieser Spuren keltischer Besiedlung.

## Lage
Die Viereckschanze befindet sich etwa zwei Kilometer nördlich des Ortskerns von Bildechingen, einem Teilort von Horb am Neckar, im Landkreis Freudenstadt. Die Schanze liegt auf 510 m ü. NHN in einem nach Norden leicht ansteigenden Waldgebiet, etwa 100 m südlich der Eisenbahnlinie Freudenstadt – Eutingen.

## Zustand
Der Wall auf der Südseite ist noch am besten erhalten. Die Höhe von der äußeren Grabensohle zum Wallrücken beträgt meistens 1 m bis 1,5 m, vom Wallrücken zur Innenfläche etwa 0,5 m. Auf etwa 110 m Länge ist der Wall gut zu erkennen, danach verliert er sich. Die Ostseite ist auf etwa 40 m gut erhalten, danach ist sie kaum noch sichtbar. Die Nordseite ist völlig verschwunden, vermutlich war sie da, wo jetzt ein Waldweg verläuft. Auch die Westseite ist nicht mehr sicher zu identifizieren.